# Cabo Gracias a Dios

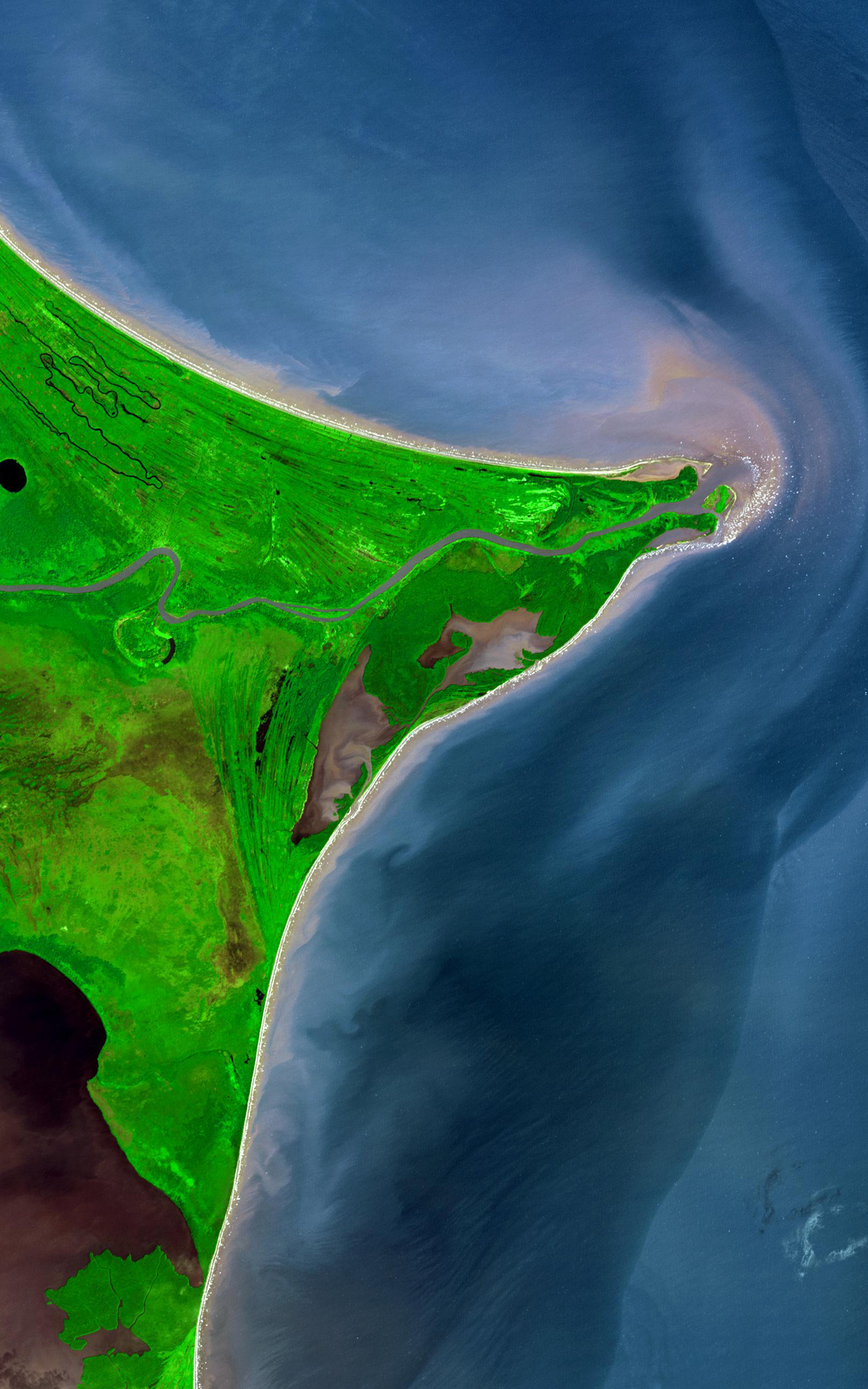
Cabo Gracias a Dios

Cabo Gracias a Dios är en udde i Centralamerika som sticker ut i Karibiska havet. Udden ligger precis på gränsen mellan Honduras och Nicaragua, där Río Coco floden rinner ut i havet. Cabo Gracias a Dios ligger i kommunerna Ramón Villeda Morales i Honduras och Waspán i Nicaragua.  Kristoffer Kolumbus besökte udden den 12 september 1502 under sin fjärde resa och det var han som namngav den. 